# Макар Нечай
«Макар Нечай» — радянський художній фільм 1940 року, знятий режисером Володимиром Шмідтгофом-Лебедєвим на Київській кіностудії.

## Сюжет
Стаття в науковому журналі, яка критикує відірваність від життя вчених науково-дослідного інституту сільськогосподарських культур, викликає різке невдоволення директора інституту, академіка Адамова (Василь Зайчиков). Адамов і професор інституту зустрічаються з агрономом-практиком Макаром Нечаєм (Віктор Добровольський). На невеликій дослідній ділянці Нечай виводить новий морозостійкий сорт бавовнику. Але його досліди не цілком вдалися. З уцілілих від холоду кущів Нечай збирає лише невелику жменю насіння. Навесні це насіння було передано в колгоспи України. Але зав'язі бавовнику опадають. Нечай разом з вченими інституту знаходить спосіб врятувати урожай. Учень Адамова, професор Горський, їде в Єгипет, щоб розшукати там чудовий «срібний бавовник». Але поїздка не дає результатів. Тим часом «срібний бавовник» знайдений в одному з узбецьких колгоспів. Виявляється, насіння цього сорту були виведені Нечаєм і послані для випробувань в Узбекистан. Наполеглива праця селекціонера завершується повною перемогою.

## У ролях
- Віктор Добровольський — Макар Нечай, агроном
- Валентина Івашова — Галя, наречена Макара
- Антон Дунайський — Панас Тимофійович, Макарів батько
- Василь Зайчиков — Олексій Платонович Адамов, академік, директор НДІ сільськогосподарських культур
- Федір Дубровський — Степан Миколайович Оленін, академік
- Ніна Алісова — Наталія Миколаївна Стахова, аспірантка, учениця і помічниця академіка Адамова
- Олексій Максимов — Ілля Микитович Владимиров, аспірант
- Георгій Куровський — Іван Михайлович Горський, професор
- Іван Садовський — Іван Іванович Головін, професор
- Гарен Жуковська — американка
- Володимир Лісовський — Трохим

## Знімальна група
- Режисер — Володимир Шмідтгоф-Лебедєв
- Сценарист — Борис Старшев
- Оператор — Олексій Мишурін
- Композитор — Юлій Мейтус
- Художники — Юрий Рогочий, Микола Тряскін